# 1549
Năm 1549 (số La Mã: MDXLIX) là một năm thường bắt đầu vào thứ Ba trong lịch Julius.